# Colerain Township (comté de Bedford, Pennsylvanie)
Colerain Township est un township, situé au centre du comté de Bedford, aux États-Unis,. En 2010, il comptait une population de 1 195 habitants.

## Démographie
Lors du recensement de 2010, le township comptait une population de 5 395 habitants. Elle est estimée, en 2016, à 1 174 habitants.

### Source de la traduction
- (en) Cet article est partiellement ou en totalité issu de l’article de Wikipédia en anglais intitulé « Colerain Township, Clinton County, Pennsylvania » (voir la liste des auteurs).